# Samaszki
Samaszki (ros. Самашки) – wieś w Rosji, w Czeczenii, w rejonie aczchoj-martanowskim. W 2010 liczyła 11 275 mieszkańców.